# Famous-Barr
The Famous-Barr Co. (oorspronkelijk Famous and Barr Co.) was een divisie van Macy's, Inc. (voorheen Federated Department Stores). Het hoofdkantoor was gevestigd in Saint Louis, Missouri, in het Railway Exchange Building, en was de vlaggenschipwinkel van The May Department Stores Company, die op 30 augustus 2005 door Federated werd overgenomen. Op 1 februari 2006 werd dit bedrijf ondergebracht in de nieuw opgerichte Macy's Midwest- divisie.

## Geschiedenis
Het bedrijf gaat terug tot Motte's, een winkel die in 1874 werd opgericht door Jesse W. Motte, die laarzen en schoenen verkocht in 714 Franklin Street. In 1876 maakte Motte de bedrijfsleider van zijn winkel, Joseph Specht, tot zakenpartner. De twee voegden kleding toe aan het assortiment en verhuisden de winkel naar 703-705 Franklin Street. In de stadsgids was de winkel opgenomen als Famous, Motte & Specht. Het was in de volksmond beter bekend als de Famous Clothing Company - "beroemd" zou naar verluidt afkomstig zijn van het publiek dat de winkel de "beroemde plaats voor koopjes" noemde.
Detailhandelaar David May verwierf de Famous Clothing Store in 1892. Enige tijd later verwierf hij William Barr Dry Goods Co. In 1911 voegde hij de twee samen tot Famous-Barr.
In 1914 opende David May een nieuw warenhuis Famous-Barr in het centrum van Saint Louis, het eerste warenhuis met airconditioning in het land.
Op 8 oktober 1948 opende Famous-Barr zijn eerste filiaal in Clayton, Missouri op de kruising van Forsyth en Jackson.
In 1955 opende Famous-Barr nog een filiaal, in het Northland Shopping Center in Jennings - een winkelcentrum dat eigendom was van de moedermaatschappij van Famous-Barr, de May Companies. De winkel in Northland vierde in 1980 zijn 25-jarig jubileum.
In 1991 nam het de exploitatie over de L.S. Ayres-divisie in Indiana. De exploitatie van The Jones Store in Kansas City werd in 1998 overgenomen toen May de keten verwierf in de nasleep van de overname van Mercantile Stores Co door Dillard's. Beide ketens behielden hun naam, maar sloten hun hoofdkantoren.
De naam Famous-Barr verdween op 9 september 2006, toen Federated de meeste regionale warenhuizen van Macy's omdoopte tot Macy's, met uitzondering van het filiaal in de Eastland Mall in Evansville, Indiana. Deze winkel werd gesloten en werd een Dillard's-filiaal vanwege de bestaande Lazarus-winkel die in 2005 al was omgedoopt tot Macy's. De winkel en het hoofdkantoor in het centrum van St. Louis werden eerst verkleind en vervolgens in de zomer van 2013 gesloten. De overgebleven winkelmedewerkers verhuisden naar andere winkels, terwijl het personeel van het hoofdkantoor naar Earth City verhuisde.